# Sommergäste (1967)
Sommergäste (Originaltitel: Дачники, Datschniki) ist ein sowjetischer Spielfilm unter der Regie von Boris Babotschkin und Jelena Skatschko aus dem Jahr 1967 nach dem gleichnamigen Drama von Maxim Gorki aus dem Jahr 1904.

## Handlung
Im Sommer des Jahres 1904 findet in einer Datschensiedlung das normale Leben statt. Hier lauert Pawel Sergejewitsch Rjumin so lange im Wald herum, bis Warwara Michailowna Bassowa seinen Weg kreuzt, um ihr umständlich seine Liebe zu gestehen. Als sie ihm kurz und knapp erklärt, dass sie ihn nicht liebt, sucht er eine Bank, um sich dort vor Kummer zu erschießen. In dem Moment, in welchem er mit einer Pistole die günstigste Stelle an seiner Brust sucht, wird er von einem Herrn gestört, der das Sommerhaus des Bauingenieurs Petr Iwanowitsch Suslow nicht finden kann. Dieser Herr, es ist Semjon Semjonowitsch Dwojetotschije, irrt weiter durch die Siedlung um Suslow zu finden, ist er doch dessen Onkel, der ihn seit zehn Jahren nicht gesehen hat. Der Advokat Sergei Wassilewitsch Bassow beschwert sich bei seiner inzwischen wieder zu Hause eingetroffenen Frau Warwara über deren Bruder Wlas Michailowitsch, der in der letzten Zeit faul und unpünktlich geworden ist und bittet sie dafür sorgen, dass er wieder aufmerksamer seinen Pflichten nachkommt. Wenig später trifft Suslow ein, um den Advokaten abzuholen. Warwara stellt nach dessen Weggang aber nicht ihren Bruder zur Rede, sondern schüttet ihm ihr Herz aus: sie würde lieber dahin gehen, wo einfache, gesunde Menschen leben, die eine andere Sprache sprechen und ein ernstes großes Werk vollbringen, das allen hilft. Sie bringt es auf den Punkt mit der Aussage, dass sie mit dem Leben unzufrieden ist, was ihr Bruder auch von sich behauptet.
Dwojetotschije hat inzwischen seinen Neffen gefunden und sitzt nun gemeinsam mit ihm und Bassow am Tisch, wo sie das Abendessen genießen. Hier erzählt er von seinen Erlebnissen der vergangenen Jahre, in denen er auch seine Fabrik verkauft hat. Nur ein Haus in der Stadt hat er behalten und nun hat er nichts weiter zu tun, als nur noch sein Geld zu zählen, weshalb er mit Langeweile zu kämpfen hat. Währenddessen spazieren andere Bewohner der Sommerhäuser an diesem schönen Abend durch die herrlichen Anlagen, reden, scherzen miteinander und besuchen überfallartig Warwara Bassowa in ihrem Haus. Sonja, die Tochter der verwitweten Ärztin Marja Lwowna, verschwindet aber gleich wieder mit dem Studenten Simin Maxim ins Freie, um sich von ihm etwas über die ewige Liebe erzählen zu lassen, wie sie ihrer Mutter sagt. Dann betritt der Doktor Kirill Akimowitsch Dudakow das Haus, trifft hier seine Frau Olga Alexejewna, zu der er aber gar nicht will. Er will mit Rjumin einen Termin für den nächsten Tag vereinbaren, bei dem er mit ihm über die Erziehungsmethoden in der Kolonie der jungen Straftäter sprechen will, nutzt aber gleich die Gelegenheit, um seine Probleme mit dem Bürgermeister und der ganzen Welt loszuwerden. Weil er das in aller Öffentlichkeit macht, fühlt sich seine Frau sehr gekränkt und verlässt das Haus. Ihr Mann folgt ihr. Nun kommt die Schwester Bassows, Kalerija Wassiljewna, der Bitte der noch anwesenden Gäste nach, ihre zugunsten der Kinderkolonie neu verfassten Verse vorzutragen, die alle Besucher in eine traurige Stimmung versetzen.
Am nächsten Tag gehen Bassow und sein noch am gestrigen Abend eingetroffener Gast, der Dichter Jakow Petrowitsch Schalimow, zum Baden an den Fluss. Während des anschließenden Spaziergangs geht es darum, dass Schalimow schon lange nichts mehr geschrieben hat, da er wegen des Alters seinen Leser verloren hat. Doch Bassow macht ihm Mut, dass er seinen Leser nach einer gewissen Zeit in der Sommerfrische schon wiederfinden wird. Unterwegs treffen sie auf Suslow mit seinem Onkel, der dem Ingenieur schon langsam auf die Nerven geht. In einer ruhigen Ecke sitzen Sonja und Simin, die sich die Treue schwören, da der Student sich für drei Wochen verabschieden muss. In Bassows Haus findet inzwischen eine größere Diskussion darüber statt, wie ein russischer Dichter sein muss. Alles was Marja Lwowna in einem solchen sehen will, findet sie in Schalimow nicht, was sie ihm auch direkt ins Gesicht sagt. In diesem Moment kommt Wlas die Treppe herunter und versucht, mit etwas lustigem Gesang die Stimmung wieder aufzulockern, was aber Marja nicht gefällt, weshalb sie vor die Tür geht. Wlas folgt ihr und sagt, dass er nur lachende Menschen um sich haben möchte. All diese Leute hier im Haus mag und liebt er nicht, weshalb er Marja bittet, mit ihm wegzugehen. Indessen geht im Haus der Streit weiter, bis sich langsam alle zerstreuen und Warwara, die Schalimow unterstützen will, den Wunsch äußert, in allen Menschen das Bewusstsein ihrer Würde zu wecken, damit keiner mehr den anderen beleidigt. Doch dazu sind die Menschen nicht fähig, was für sie schmerzlich und bedauerlich ist. Im Garten trifft sie auf Olga Alexejewna, die sich bei ihr über ihre vielen Kinder und das Zusammenleben mit ihrem Mann ausweint. Dabei wird Olga auch sehr unsachlich, wirft Warwara ihr schönes Leben vor und dass sie es irgendwie einrichten konnte, keine Kinder zu bekommen. Besonders der letzte Vorwurf hat Warwara sehr mitgenommen, doch zum Glück kommt Semjon Semjonowitsch vorbei, der die Situation mit seiner Anwesenheit entschärft. Beide beschließen, noch einen kleinen Spaziergang zu machen und während Warwara sich noch ein Tuch dafür holt, kommt der eifersüchtige Suslow vorbei, der schon den ganzen Tag seine Frau Julija Filippowna sucht. Als er sie endlich findet, in Begleitung von Bassows Assistenten Nikolai Petrowitsch Samyslow, der sich für kurze Zeit verabschiedet, macht er ihr eine Szene, droht sie zu erschießen, doch sie hat dafür nur ein Lachen übrig.
Nach dem Besuch der Aufführung eines Theaterstücks auf der Freilichtbühne der Siedlung fährt die Gesellschaft mit mehreren Booten auf die andere Seite des Flusses zum Picknick. Hier unterhalten sich die Frauen und die Männer getrennt. Bei dieser Gelegenheit wird Warwara gefragt, warum sie ihren spießigen Mann nicht verlässt. Sie solle lieber weggehen oder sich verlieben; Hauptsache, sie trennt sich von ihm. Da es in den Gesprächen gegen die Männer geht, wirft Julija Filippowna ein, dass ihr Mann nur ihre Phantasie verdorben hat, von ihm aber auch die Neugier auf den Mann geweckt wurde. Dafür verdirbt sie ihm nun sein Leben. Plötzlich läuft ein glücklicher Wlas Warwara in die Arme, der gerade von Marja kommt, die Warwara bittet, doch kurz zu ihr zu kommen. Hier klagt sie ihr Problem, da Wlas ihr gestand, dass er sie liebt, obwohl sie bereits graue Haare hat. Sie ist sehr unglücklich und tut sich selbst leid, aber nur, weil sie ihn ebenfalls liebt. Zur gleichen Zeit rudern Samyslow und Julija Filippowna ein Stück von den anderen weg, um sich an einem Heuhaufen der körperlichen Liebe hinzugeben. Nachdem Samyslow gegangen ist, entdeckt Julija auf der anderen Seite des Heuhaufens ihren völlig betrunkenen Mann. Inzwischen haben sich auch Warwara und der Dichter zu einem Gespräch getroffen, in dem er ihr den Hof macht. Sie erzählt ihm, wie sie seine Bücher und ihn als junges Mädchen geliebt und zu ihm aufgeblickt hat, bis zu diesem Abend, denn es stellt sich heraus, dass er auch nicht anders ist, wie alle Männer und das tut ihr jetzt weh.
Suslows Onkel verabschiedet sich bereits von den Bewohnern der Sommerfrische, denn am nächsten Tag will er abreisen und nimmt dazu auch noch Warwaras Bruder Wlas mit. Beide wollen mit dem Geld Semjon Semjonowitschs zwei Gymnasien bauen, eines für Mädchen und eines für Jungen, was auf eine Anregung Warwaras zurückgeht, als er sich einmal äußerte, dass er nicht wüsste, was er mit seinem Reichtum anfangen soll, außer ihn weiter zu vererben. Am liebsten würde er auch noch Warwara mitnehmen, die nach seiner Ansicht in den hier versammelten Kreisen nichts zu suchen hat, was sie aber ablehnt, da sie nichts gelernt hat. Im Hause der Bassows wird ein kleines Fest zu seiner Verabschiedung vorbereitet. Doch zuvor macht noch die Meldung die Runde, dass auf einer der Baustellen des Bauingenieurs Suslow zwei Bauarbeiter verschüttet wurden. Eine Baustelle, die er nie besucht und kontrolliert hat, womit er den Zorn einiger der Anwesenden auf sich zieht.
Samyslow wirft ein, dass alle hier Anwesenden komplizierte Menschen sind und gerade deshalb zu den Besten des Landes, also zur Intelligenz gehören. Dem widerspricht Warwara und drückt aus, dass sie Sommergäste in ihrem Land sind, die nichts tun, aber entsetzlich viel reden. In ihren Gesprächen gibt es viele Lügen, sie sprechen von der Tragik des Lebens, ohne sie zu kennen, jammern, klagen und stöhnen gerne. Sie ist sicher, dass deshalb Hunderte, ja Tausende von gesunden Menschen zugrunde gehen. Für ihre Worte erhält sie Unterstützung von Rjumin, Suslows Onkel, ihrem Bruder und Marja Lwowna, die sich auch gleich mit ihrer Rede anschließt. Sie sind alle Kinder von Wäscherinnen, Köchinnen, Arbeitern, die anders sein müssen. Es gab in diesem Land noch nie gebildete Menschen, die mit der Masse des Volkes verbunden waren. Es muss der heiße Wunsch bestehen, das Leben dieser Menschen, die ihr Leben lang nur schuften und in Schmerz und Finsternis ersticken, zu erweitern, zu ändern, zu erhellen und das nicht nur aus Mitleid und Barmherzigkeit. Sie haben uns vorausgeschickt, ein besseres Leben zu finden, aber wir haben uns von ihnen entfernt und uns verloren. Bassow nutzt eine kleine Pause, um seine Schwester Kalerija Wassiljewna anzukündigen, die einige ihrer Verse vortragen wird. Nach einem sehr schwachen Beifall meldet sich Wlas, der ebenfalls eigene Texte rezitieren möchte, bei denen man aber eine vordergründige revolutionäre Richtung entdecken kann. Suslow benennt auch sofort Marja Lwowna als Quelle und Muse der Inspiration des Dichters, sie hat diesen darauf eingestimmt, andere zu entlarven. Ein Einwand, den Wlas vorbringen will, wird von Suslow niedergebrüllt. Der fährt fort, zu erklären, weshalb ein großer Teil der Anwesenden seine Gründe hat, anders leben zu wollen. Sie sind alle Kinder von Kleinbürgern und armen Leuten, sie haben in ihrer Jugend genug gearbeitet und gehungert, da ist es nur verständlich, dass sie jetzt im reiferen Alter viel essen, trinken und sich ausruhen wollen. Er ist ein russischer Bürger und pfeift auf das Geschwätz, die Appelle und die Ideen die Marja Lwowna verbreitet, er will leben, wie es ihm passt. Mit diesen Worten verlässt er das Haus und Warwara bestätigt ihm, dass er aufrichtiger war als alle anderen. Er war grob, aber er hat erbarmungslos die Wahrheit gesagt.
In dieser aufregenden Situation bekommt Warwara nicht mit, dass sich Rjumin verabschiedet, für immer, wie er betont, weshalb er aufgeregt ins Freie geht. Plötzlich pfeift ein Wächter Alarm, da er Rjumin verwundet auf einer Bank liegend findet. Er hatte versucht, sich mit einer Pistole selbst umzubringen, was ihm aber nicht gelungen ist, da nach seinen Worten sein Herz zu klein ist und zu sehr geklopft hat, so dass er es nicht treffen konnte. Er traf nur seine Schulter und diese Verletzung ist nicht gefährlich, stellt Doktor Dudakow fest. Als Grund für den Selbstmordversuch gibt Rjumin seine unerwiderte Liebe zu Warwara an und stellt noch fest, dass er als erfolgloser Mensch gelebt hat und nicht mal zu sterben vermochte.
Zum Ende des Abends holt Warwara zur großen Abrechnung aus. Sie hasst das ganze Leben in dieser Gesellschaft mit nicht enden wollendem Hass. Sie bezeichnet die Anwesenden als erbärmliche Menschen und unglückliche Krüppel. Dabei erhält sie von ihrem Bruder verbale Unterstützung, der behauptet, dass sich alle verkleidet haben, aber er wird ihnen die Fetzen herunterreißen, mit denen sie ihre Verlogenheit, die Spießigkeit und Armseligkeit ihrer Gefühle zu verbergen suchen. Warwara fügt noch hinzu, dass diese Leute ihre Seele verstümmelt und das Leben vergiftet haben, was ihr das Recht gibt, so zu reden. Als Bassow sie beruhigen will und sie als seine Freundin anspricht, erwidert sie, dass er nie ihr Freund und sie nie seine Freundin war, sie waren nichts weiter als Mann und Frau und jetzt sind sie Fremde. Gemeinsam mit ihrem Bruder, Marja Lwowna und deren Tochter geht sie in ein neues Leben, während der Rest der Gesellschaft betroffen zurückbleibt und Julija Filippowna ihren Mann am Arm nimmt, um mit ihm ihr bisheriges Leben fortzusetzen.

## Produktion und Veröffentlichung
Der als Schwarzweißfilm gedrehte Streifen hatte am 25. September 1967 unter dem Titel Дачники in der Sowjetunion Premiere.
Eine Aufführung im deutschsprachigen Raum konnte, bis auf eine Aufführung am 26. Mai 2019 im Berliner Russischen Haus der Wissenschaft und Kultur, nicht nachgewiesen werden.